# Tehnologia liniei porții

Mecanismul de utilizare a mai multor camere în sistemul tehnologic Goal Control 4D

În fotbal, tehnologia liniei porții (uneori denumită Sistem de decizie a golurilor) este utilizarea de ajutor electronic pentru a determina dacă s-a marcat sau nu un gol, respectiv dacă mingea a depășit linia porții cu întreaga circumferință. În detaliu, este o metodă folosită pentru a determina dacă mingea a depășit complet linia porții între stâlpii porții și sub bara transversală cu ajutorul dispozitivelor electronice și, în același timp, ajutând arbitrul să acorde un gol sau nu. Obiectivul tehnologiei goal-line (GLT) este acela de a sprijini arbitrul în luarea deciziilor. GLT trebuie să ofere o indicație clară dacă mingea a depășit complet linia porții, iar aceste informații vor servi pentru a ajuta arbitrul să ia decizia finală.
Spre deosebire de tehnologia similară din alte sporturi, tehnologia goal-line este o adăugare relativ recentă în fotbal, întrucât autoritățile sportului s-au opus multă vreme integrării ei. În final, în iulie 2012, Consiliul Asociației Internaționale de Fotbal (IFAB) a aprobat oficial utilizarea tehnologiei liniei porții, modificând Legile Jocului pentru a permite (dar nu și a impune) utilizarea acesteia. Datorită costurilor sale, tehnologia goal-line este folosită doar la cele mai înalte niveluri ale jocului. Tehnologia goal-line este utilizată în prezent în primele ligi interne europene și la competiții internaționale majore, cum ar fi Cupa Mondială FIFA din 2014  masculină și feminină.